# Тереза — воровка
Тереза — воровка (итал. Teresa la ladra) — итальянская кинокомедия режиссёра Карло Ди Пальмы с Моникой Витти в главной роли, выпущенная 11 октября 1973 года.

## Сюжет
Тереза, живущая в Нардеккии, будучи дочерью грубого и бессердечного фермера, стала сиротой, и позже, будучи матерью, стала вдовой в постоянном поиске новых ремесел, часто вынуждена воровать ради необходимости жить. В трудный исторический период Второй Мировой войны в Италии, Тереза уже стала хрупкой женщиной, которая знает боль и одиночество в сумасшедшем доме и невозможность примириться с собственным сыном.